# Guest of Honour
Pour plus de détails, voir Fiche technique et Distribution.
Guest of Honour, L'Invité d'honneur au Québec, est un film canadien réalisé par Atom Egoyan, sorti en 2019.

## Synopsis
Jim fait face à sa fille Veronica, âgée d'une vingtaine d'années, qui souhaite rester emprisonnée pour une agression sexuelle dont elle se sait innocente. Mais leur relation va se compliquer lorsque le passé va refaire surface.

## Fiche technique
Sauf indication contraire, les informations mentionnées dans cette section peuvent être confirmées par la base de données cinématographiques IMDb,  présente dans la section « Liens externes ».
- Titre original : Guest of Honour
- Titre québécois : L'Invité d'honneur
- Réalisation et scénario : Atom Egoyan
- Photographie : Paul Sarossy
- Montage : Susan Shipton (en)
- Musique : Mychael Danna
- Production : Atom Egoyan, Stephen Traynor, Simone Urdl (en) et Jennifer Weiss (en)
  - Producteurs associés : Marcy Gerstein et Jamie Manning
  - Production exécutive : Laurie May et Noah Segal
- Sociétés de production : Ego Film Arts, The Film Farm
- Société de distribution : Elevation Pictures (Canada), Playtime (Mondial)
- Pays d’origine :  Canada
- Langue originale : anglais
- Format : couleur
- Genre : drame
- Date de sortie :
  -  Italie : 3 septembre 2019 (Mostra de Venise)

## Distribution
- David Thewlis (VQ : Benoît Rousseau) : Jim
- Laysla De Oliveira (VQ : Marie Bernier) : Veronica
- Luke Wilson (VQ : François Trudel) : le père Greg
- Rossif Sutherland (VQ : lui-même) : Mike
- Alexandre Bourgeois (VQ : Alexandre Bacon) : Clive
- Isabelle Franca : Veronica, jeune
- Gage Munroe (en) : Walter
- Tamara Podemski : la détective Grove
- Juan Carlos Velis
- Joyce Rivera
- Tennille Read : Roseangela

## Distinctions

### Sélection
- Mostra de Venise 2019 : en compétition officielle